# Râul Valea Curciului
Râul Valea Curciului este un curs de apă, afluent al râului Târnava Mare. 